# Mendidius laevicollis
Mendidius laevicollis är en skalbaggsart som beskrevs av Edgar von Harold 1866. Mendidius laevicollis ingår i släktet Mendidius och familjen Aphodiidae. Inga underarter finns listade i Catalogue of Life.